# Über
Über is een Duits woord dat "over" of "boven" betekent. Net als het Nederlandse over is het gerelateerd aan het Latijnse super en het Griekse ύπερ (hyper). Über krijgt, afhankelijk van de zin, de derde of de vierde naamval (resp. datief en accusatief).
In Nederland en België heeft het woord een negatieve klank, omdat mensen het associëren met de term übermensch en ander jargon dat de nazi's gebruikten om hun vermeende superioriteit mee te verantwoorden.
In internetgemeenschappen die sterk door een Angelsaksische cultuur zijn beïnvloed, zoals die van de vrije software, is de betekenis overwegend positief. Als computerprogrammeurs Richard Stallman een überhacker noemen, bedoelen ze daarmee dat ze hem een van de eersten onder gelijken vinden, iemand die een erepredicaat verdient, hoewel de meeste mensen de twee delen van dat erepredicaat, "über" en "hacker", negatief zullen vinden klinken.